# Instituto de Ciencias Matemáticas
El Instituto de Ciencias Matemáticas (ICMAT) es un instituto mixto del Consejo Superior de Investigaciones Científicas (CSIC) con tres universidades madrileñas: la Universidad Autónoma de Madrid, la Universidad Carlos III de Madrid y la Universidad Complutense de Madrid. La sede del ICMAT se encuentra en el campus de la UAM en Cantoblanco (Madrid, España), en un edificio de nueva construcción.
El ICMAT cuenta con alrededor de 100 miembros, y conjuga la plantilla de matemáticos del CSIC con investigadores de las tres universidades madrileñas. La selección inicial de investigadores se llevó a cabo con la ayuda de la Agencia Nacional de Evaluación y Prospectiva tras un llamamiento público a todos los interesados.

## Investigación en el ICMAT

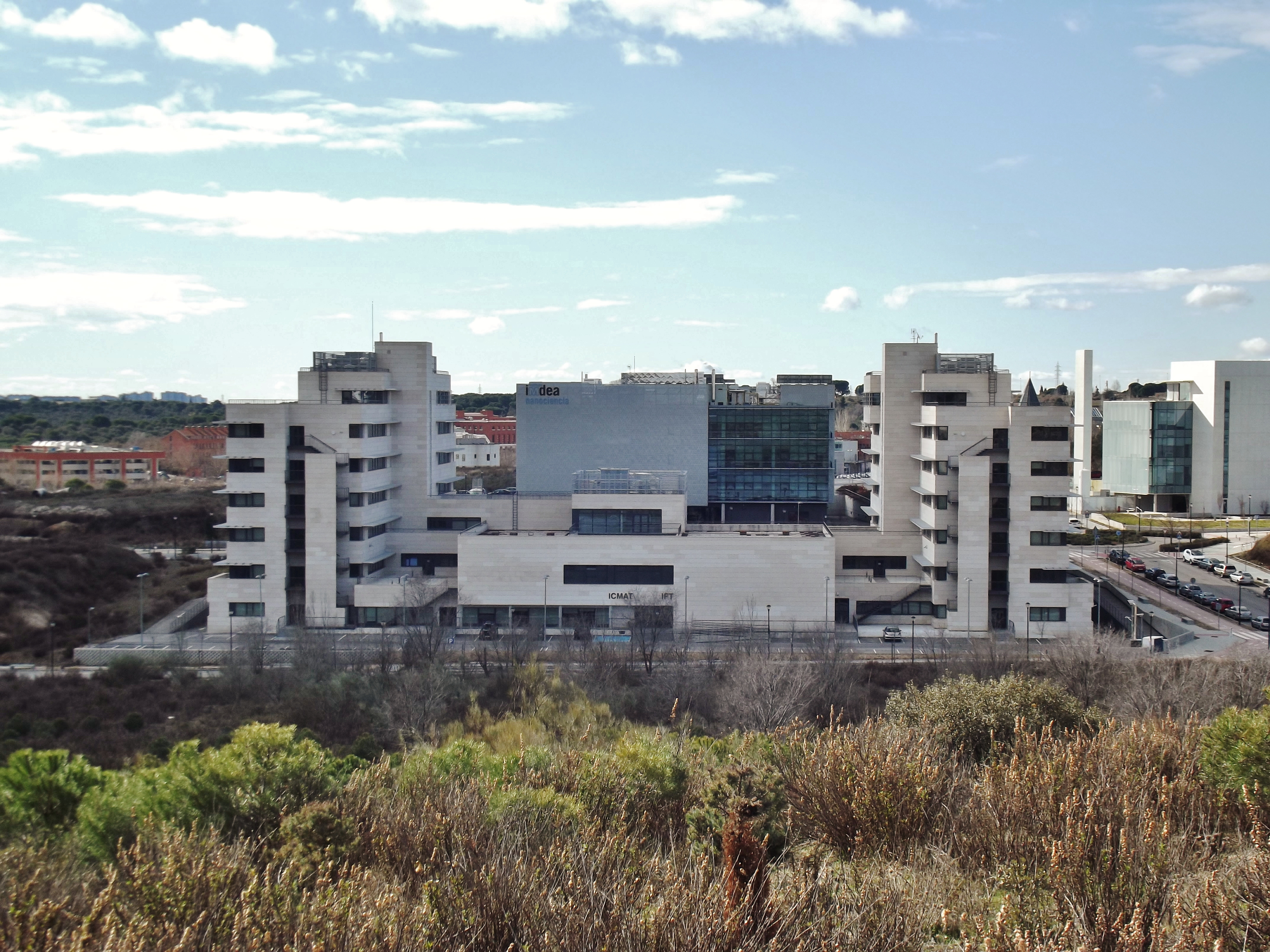
Vista general del Instituto de Ciencias Matemáticas.

El ICMAT es un instituto que aborda todo tipo de investigación matemática, incluyendo su transferencia. Inicialmente, los principales temas de trabajo son el Análisis Matemático, la Geometría Diferencial y la Geometría Algebraica, las Ecuaciones en Derivadas Parciales, la Mecánica de Fluidos, los Sistemas Dinámicos, la Mecánica Geométrica y la Física Matemática,  además en 2011 se incluyeron una línea de Teoría de Números, y otra de Teoría de Grupos y Combinatoria.
Hasta ahora, entre los resultados de investigación de mayor impacto obtenidos por los investigadores del ICMAT se pueden destacar la resolución del problema de Nash en Teoría de Singularidades por Javier Fernández de Bobadilla y María Pe; la solución del problema de Sidón en Teoría de Números, por Javier Cilleruelo y Carlos Vinuesa; la resolución de la conjetura de Arnold en hidrodinámica, por Daniel Peralta Salas y Alberto Enciso; la construcción del modelo matemático que explica cómo rompen las olas por el equipo de investigación de Diego Córdoba; o los resultados recientes sobre transporte lagrangiano y sus aplicaciones al estudio de la capa de ozono por el equipo de Ana María Mancho.

### Miembros del ICMAT
Entre los investigadores del centro, nueve de ellos han sido portadores de 11 becas ERC del Consejo Europeo de Investigación.
- Daniel Faraco.
- Daniel Peralta.
- José M. Martell.
- Alberto Enciso Carrasco
- David Pérez-García.
- Diego Córdoba Gazolaz
- Keith Rogers.
- Javier Parcet.
- Javier Fernández de Bobadilla.

También son miembros del ICMAT David Ríos, director de la Cátedra AXA-ICMAT de Riesgos Adversarios, Antonio Córdoba, premio Nacional de Investigación, entre otros.

## Historia del ICMAT

### Orígenes
El ICMAT nació a partir del Departamento de Matemáticas del Instituto de Matemáticas y Física Fundamental del CSIC, al que se adscribían los matemáticos del Consejo. En noviembre de 2007 se firmó el convenio de creación del centro, tras la evaluación del Plan Estratégico 2006-2009 a la que se sometieron todos los centros del CSIC, en la que la comisión internacional recomendaba la instauración de un instituto propio.
Mirando hacia atrás en la historia del CSIC se puede encontrar, en cierta medida,  predecesores aún más antiguos del ICMAT: el Laboratorio Seminario Matemático de la Junta de Ampliación de Estudios (JAE) creado en 1915, y el Instituto Jorge Juan de Matemáticas, creado en 1939 por el CSIC.
Su primer director (2008-2015; 2017-2018) fue Manuel de León, Profesor de Investigación del CSIC. Tras él, fue director Antonio Córdoba (2015-2019), catedrático de la UAM, y actualmente,  José María Martell, investigador científico del CSIC.

### Centro de Excelencia Severo Ochoa
En 2011 el ICMAT consiguió ser seleccionado como uno de los ocho centros de excelencia en la primera convocatoria Programa Severo Ochoa Archivado el 11 de febrero de 2020 en Wayback Machine. del entonces Ministerio de Ciencia y Tecnología. En 2015 renovó el distintivo. El centro forma parte de la red de centros de excelencia SOMMa.

### Reconocimientos
Entre otros reconocimientos, 14 investigadores del ICMAT han conseguido becas ERC Grants del Consejo Europeo de Investigación en las modalidades ‘Starting’, ‘Consolidator’ y ‘Advanced’. Además, otro de sus investigadores ha obtenido una Cátedra Permanente de la AXA Research Fund.

## Divulgación en el ICMAT
En marzo de 2013 el ICMAT se convirtió en Unidad de Cultura Científica reconocida por la FECYT, siendo la única institución matemática con esta distinción. Este reconocimiento muestra la intensa actividad del ICMAT en comunicación pública de las matemáticas. El centro dispone de una oficina dedicada específicamente a estas tareas, desde las que se gestionan diversas actividades y se elaboran diferentes contenidos, siempre en colaboración con investigadores del centro o de otras instituciones.
El ICMAT participa anualmente en la Semana de la Ciencia y Tecnología de la Comunidad de Madrid, en el concurso Ciencia en Acción (del que es una de las instituciones organizadores), en la Noche de los Investigadores de la Comunidad de Madrid (en colaboración con la Universidad Autónoma de Madrid, con Medialab Prado o con otros centros del CSIC), en el programa 4º ESO + Empresa de la Comunidad de Madrid, en la iniciativa del 11 de febrero, Día Internacional de la Mujer y la Niña en la Ciencia, etc. Además de esto, el ICMAT ha puesto en marcha el programa Matemáticas en la Residencia (en colaboración con la Residencia de Estudiantes y el CSIC) en el que han participado divulgadores internacionales como Marcus du Sautoy, Jesús María Sanz-Serna, Pierre Cartier,  Guillermo Martínez, Edward Frenkel, Christiane Rousseau, Antonio Durán y John Allen Paulos , y el concurso Grafiti y Mates, dirigido a estudiantes de secundaria (ya concluido), el concurso Mi científica favorita, un proyecto que destaca la contribución de las mujeres a la ciencia, en el que el resultado final es un libro ilustrado por estudiantes de primaria en el que se presenta la vida y obra de mujeres investigadoras de toda la historia.
El ICMAT también ha producido diversos contenidos de divulgación, como la serie de videos It's a Risky Life, la serie de animación Revoluciones Matemáticas, la colección de libros Miradas Matemáticas o la sección semanal en elpais.es, Café y teoremas.

## Instalaciones y ubicación

### Instalaciones
El ICMAT se sitúa en un edificio recientemente construido en el campus de la Universidad Autónoma de Madrid. Cuenta con un salón de actos con capacidad para 270 personas, un aula para 140, una para 80 y tres para 30, 40 y 50 personas, respectivamente; una biblioteca con 1100 metros cuadrados; una amplia zona de computación, y un centenar de despachos con capacidad para unos 200 investigadores.
Estas instalaciones permiten la celebración de programas temáticos, congresos y escuelas y seminarios.